# Дракулешти
Дракулешти (рум. Drăculești) — одна из ветвей валашской династии Басарабов

## Представители

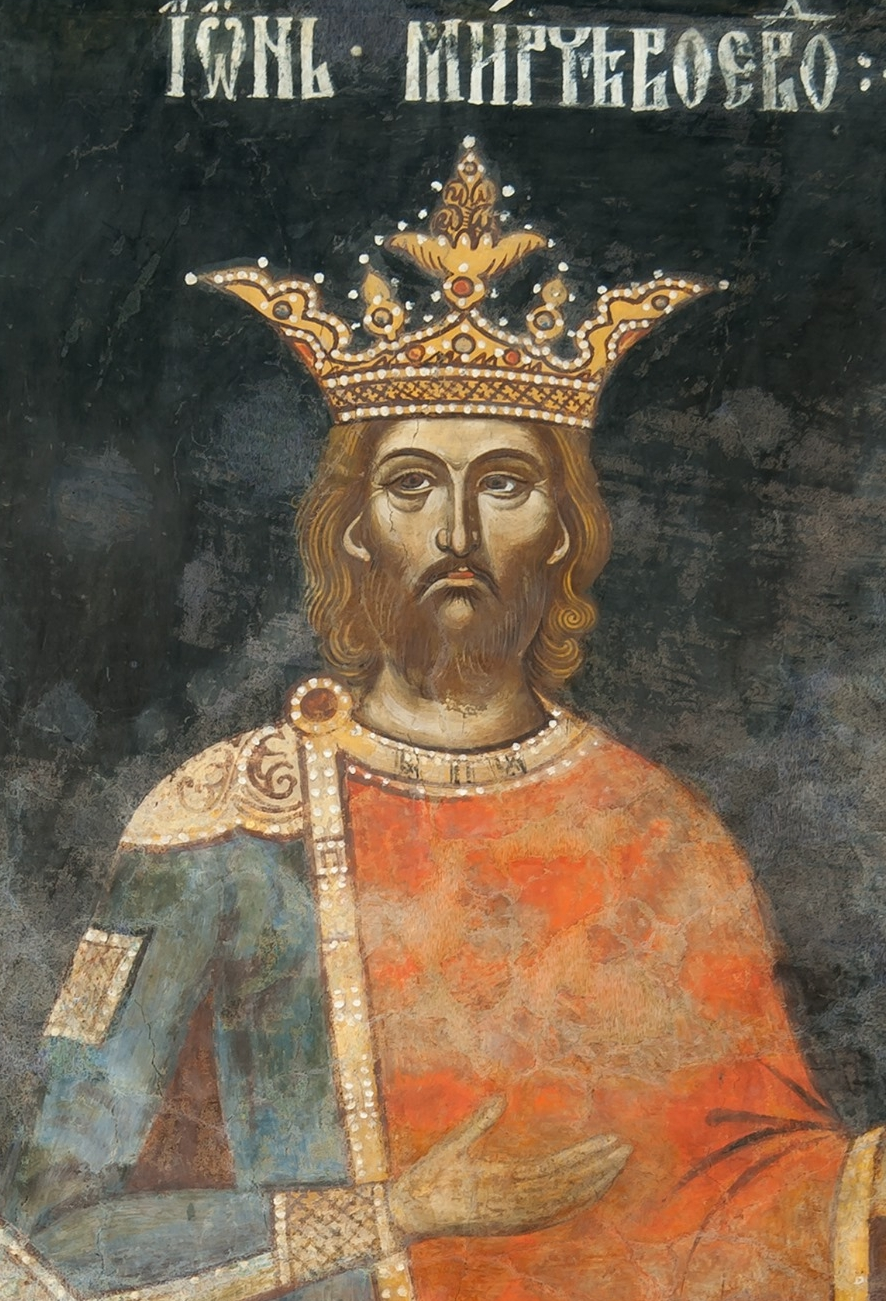
Мирча I Старый
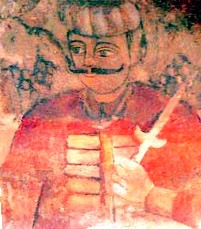
Влад II Дракул
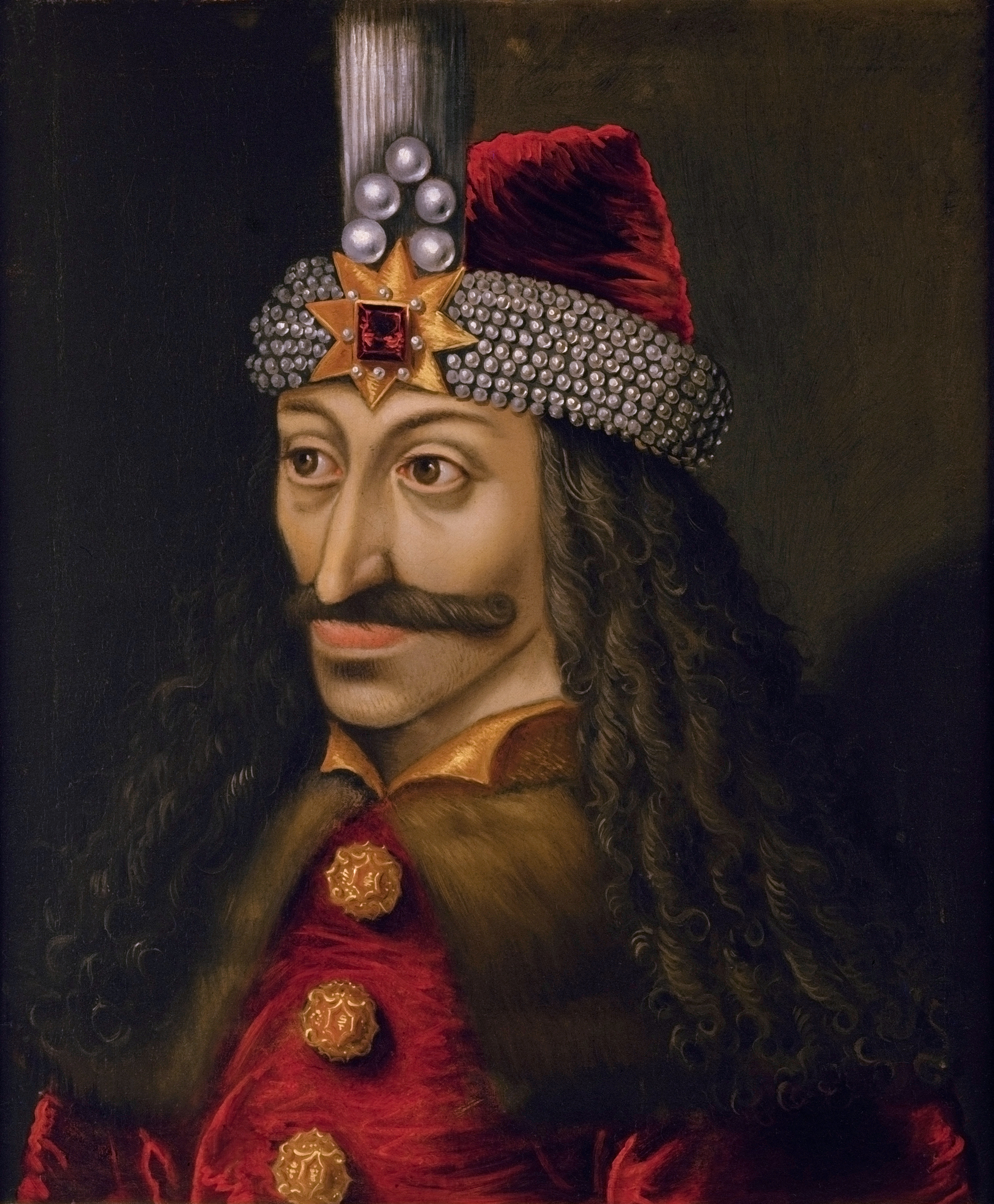
Влад III Цепеш
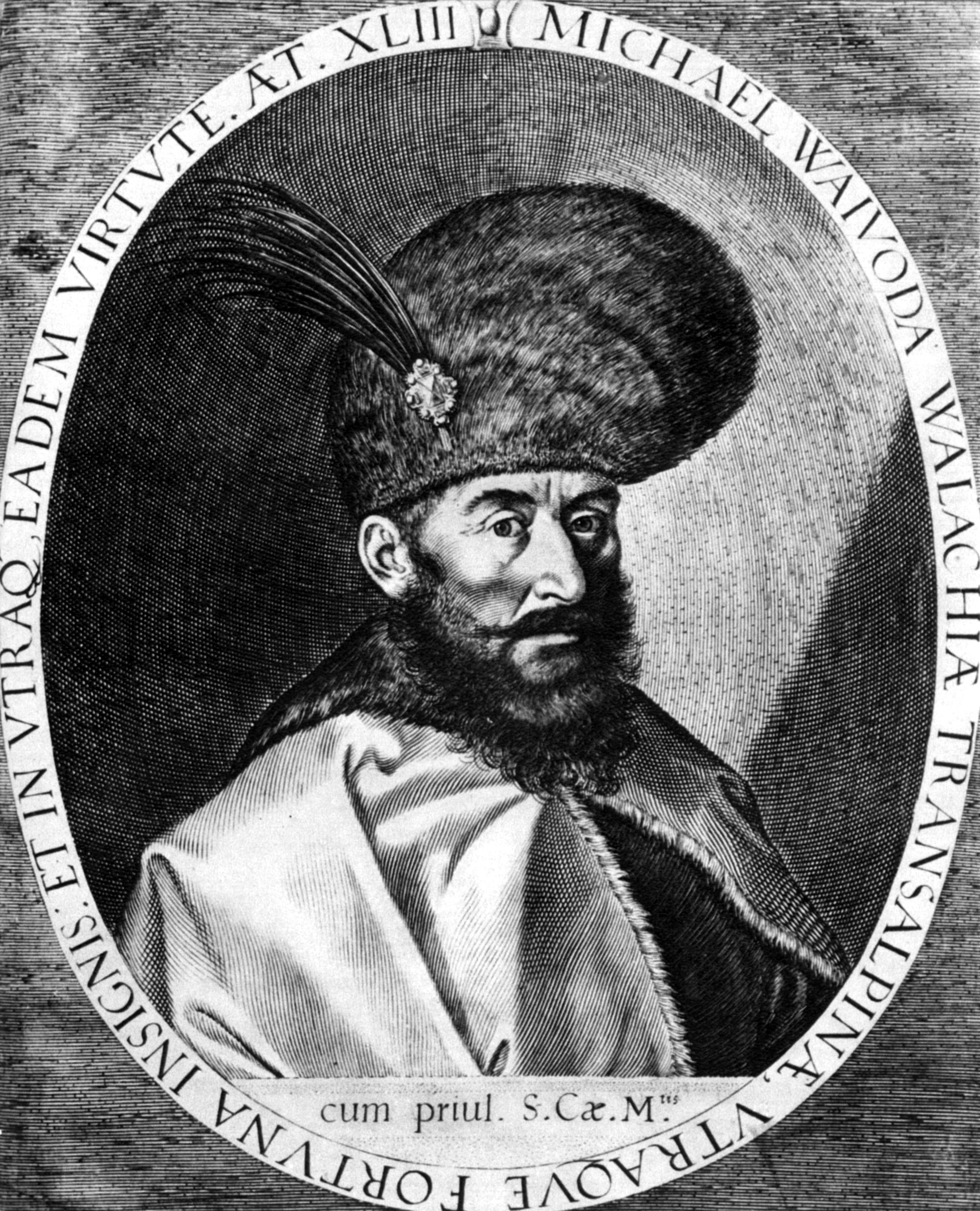
Михай Храбрый

| Правитель                 | Примечания                                               |
| ------------------------- | -------------------------------------------------------- |
| Влад II Дракул            | 1436-1442, 1443—1447; сын Мирчи I Старого                |
| Мирча II                  | 1442; сын Влада II                                       |
| Влад III Цепеш            | 1448, 1456—1462, 1476; сын Влада II                      |
| Раду III Красивый         | 1462-1473, 1474; сын Влада II                            |
| Влад IV Монах             | 1481, 1482—1495; сын Влада II                            |
| Раду IV Великий           | 1495-1508; сын Влада IV Монаха                           |
| Михня Злой                | 1508-1509; сын Влада III                                 |
| Мирча III                 | 1510; сын Михни Злого                                    |
| Влад V Тынэр              | 1510-1512; сын Влада IV Монаха                           |
| Раду V Афумати            | 1522-1523, 1524, 1524—1525, 1525—1529; сын Раду Великого |
| Раду VI Бадика            | 1523-1524; сын Раду Великого                             |
| Влад V Инекатул           | 1530-1532; сын Влада V Тынэра                            |
| Влад VI Винтила           | 1532-1534, 1534—1535; сын Раду Великого                  |
| Раду IV                   | 1534, 1535—1545; сын Раду Великого                       |
| Мирча V Чобанул           | 1545-1552, 1553—1554, 1558—1559; сын Раду Великого       |
| Патрашку Бун              | 1554-1558; сын Radu Paisie                               |
| Петру Тынэр               | 1559-1568; сын Мирчи V Чобанула                          |
| Александру II Мирча       | 1568-1574, 1574—1577; сын Мирчи III                      |
| Винтила                   | 1574; сын Патрашку Буна                                  |
| Михня II Турок (Таркитул) | 1577-1583, 1585—1591; сын Александру II Мирча            |
| Петру III Серьга (Церцел) | 1583-1585; сын Патрашку Буна                             |
| Михай Храбрый             | 1593-1600; сын Патрашку Буна                             |

- Мирча I Старый
- Влад II Дракул
- Влад III Цепеш
- Михай Храбрый